# Tiliqua nigrolutea
Tiliqua nigrolutea là một loài thằn lằn trong họ Scincidae. Loài này được Quoy & Gaimard mô tả khoa học đầu tiên năm 1824.

## Hình ảnh

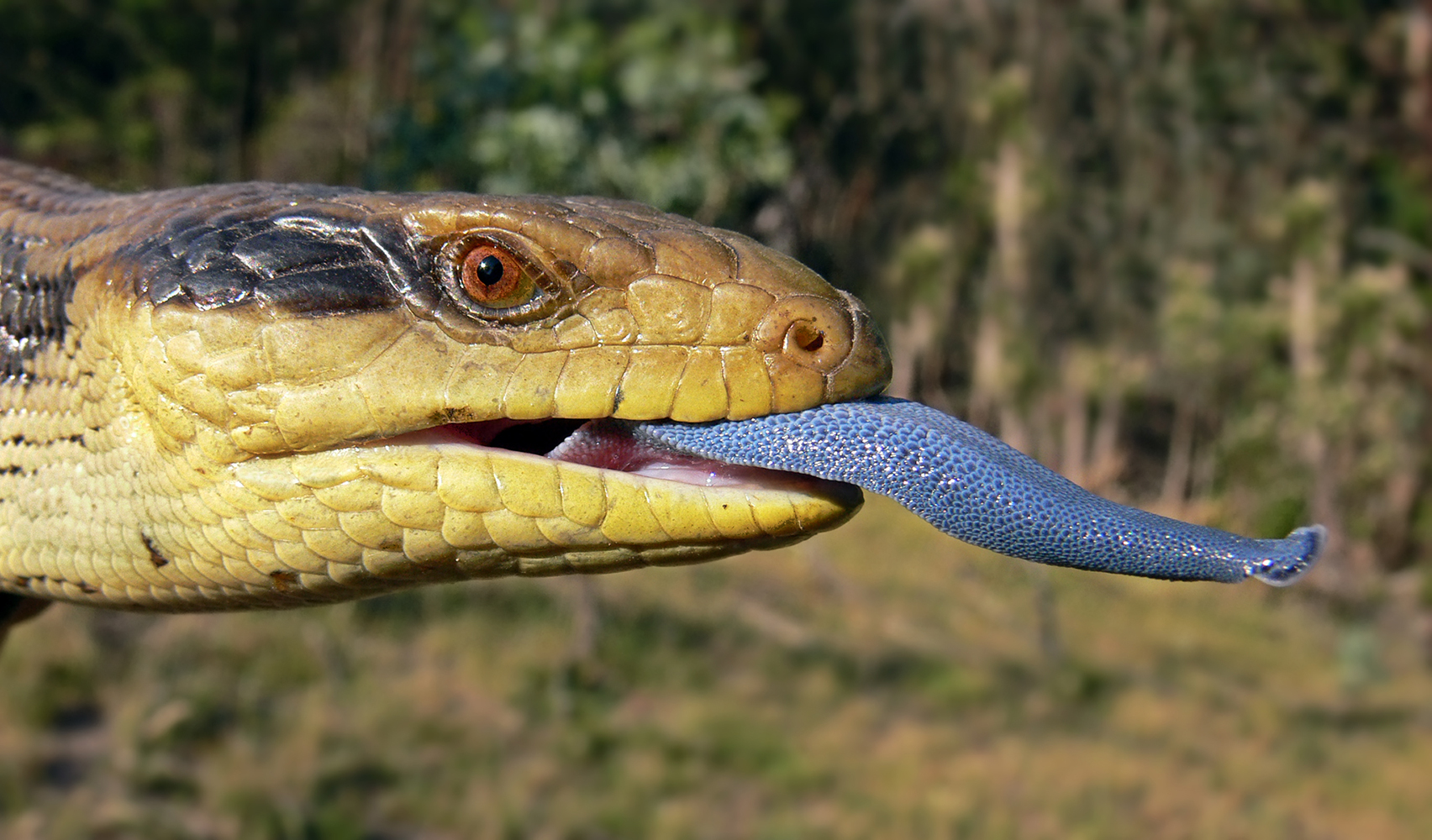
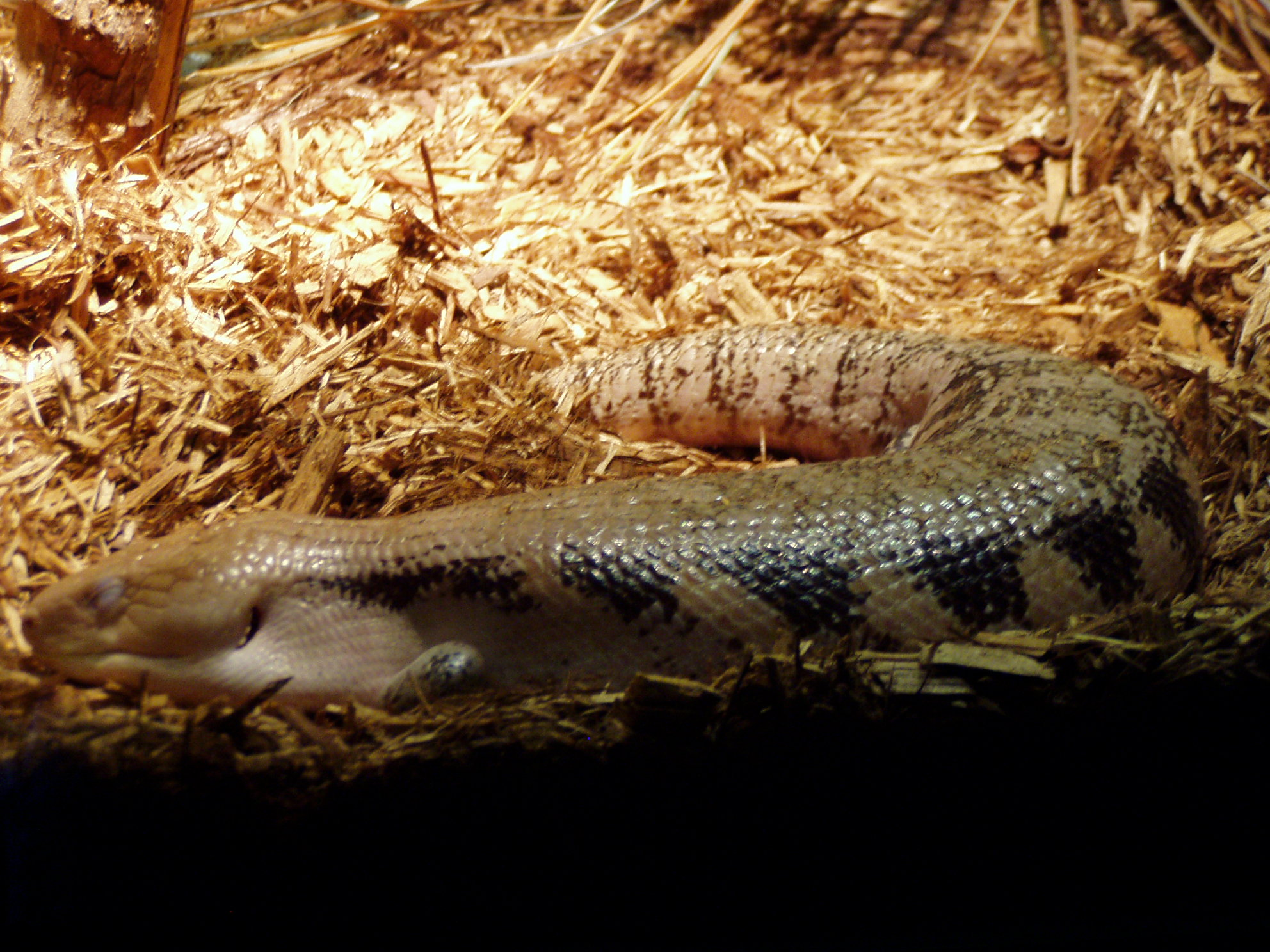
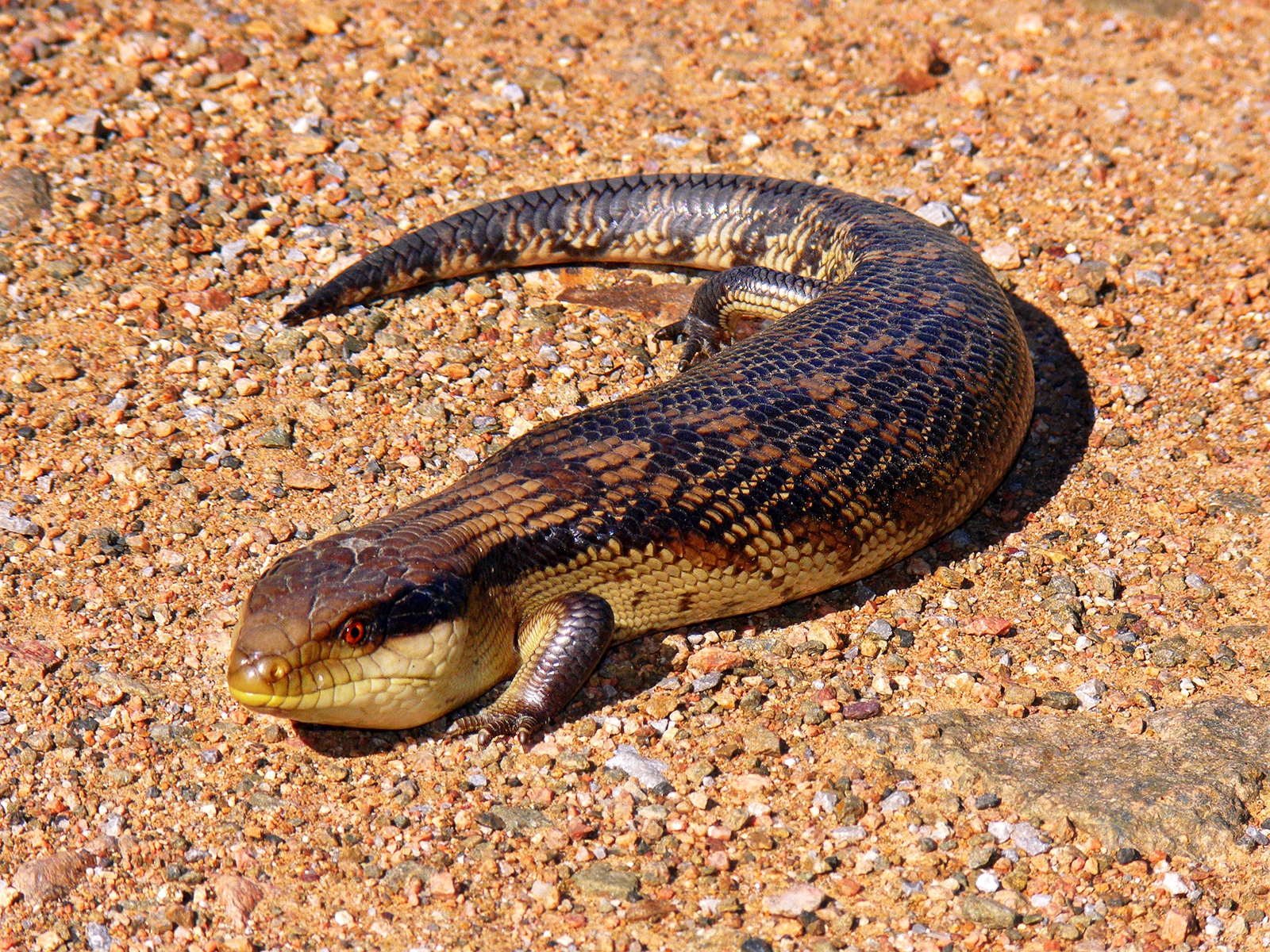